# Моложане (Псковская область)
Моложа́не — деревня в Струго-Красненском районе Псковской области России. Входит в состав сельского поселения «Новосельская волость».
Малая родина Михаила Ивановича Овсянкина (15 ноября 1920 — 2 декабря 1978), Героя Советского Союза (1944).

## География
Находится на северо-востоке региона, в западной части района, в лесной местности около д. Демяховщина, вблизи истока руч. Качак, около Морошовой горы (186,4 м).
Уличная сеть представлена двумя улицами: ул. Садовая и ул. Центральная.

## История
Первое упоминание — 1585-87, как погост Моложани с церковью святого Дмитрия Солунского и пустошь, что было селцо
Моложани «Успения Пречистые Печерского монастыря» Моложанской губы Заклинской засады.
Центр Моложанского сельсовета в 1918—1959 гг.: в 1918-27 гг. — в Соседненской волости Лужского уезда; в 1927-32, 1935-58 гг. в Новосельском районе; в 1932-35, 1958-59 гг. — в Струго-Красненском.
В 1941—1944 гг. — в фашистской оккупации.
Согласно Закону Псковской области от 28 февраля 2005 года деревня Моложане вошла в состав образованного муниципального образования Новосельская волость.

## Население
| 2001 | 2002 | 2010 | 2011 |
| ---- | ---- | ---- | ---- |
| 25   | ↘18  | ↗26  | ↘14  |

### Известные жители
- Овсянкин, Михаил Иванович (1920—1978) — войсковой разведчик в Великой Отечественной войне, Герой Советского Союза (1944).

## Инфраструктура
Почтовое отделение 181133.
Моложанская школа Императорского воспитательного дома (открыта в 1878 г. 1892), Моложанское земское училище (откр. в 1876 г., 1900, 1911), Моложанская неполная средняя школа (1941, 1948), Моложанская семилетняя школа (1957), Моложанская восьмилетняя школа (1966, 1973, закр. в 1981 г.), Моложанская начальная школа (1981, 1993, 1995). Моложанский детский сад (1993).
Моложанская изба-читальня (1948), Моложанский сельский клуб (1957, 1972, 1987, 1995). Моложанская сельская библиотека (закрыта в 2010). Моложанский молочный завод (1939, 1948, 1965); мельница (1941).
В деревне сохраняются два воинских захоронения

## Транспорт
Деревня доступна по автодороге 58К-566 «Княжицы — Новоселье» и по просёлочным дорогам.
Ходит автобус 105.